# Sărulești (gmina w okręgu Călărași)
Sărulești – gmina w Rumunii, w okręgu Călărași. Obejmuje miejscowości Măgureni, Polcești, Săndulița, Sărulești-Gară, Sărulești-Sat, Sătucu i Solacolu. W 2011 roku liczyła 3262 mieszkańców. 